# Scapa

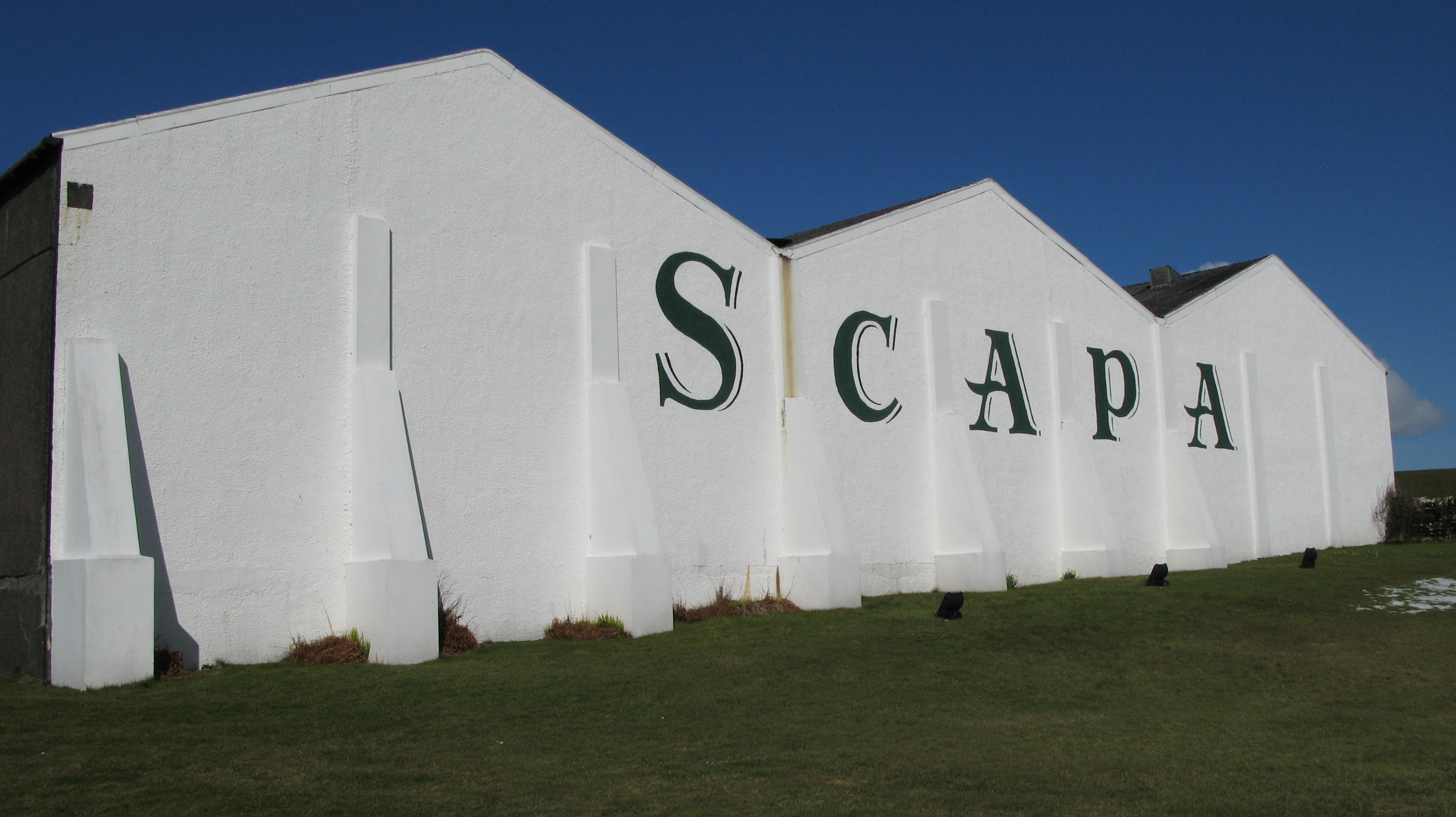
Scapa.

Scapa är en maltwhisky som produceras på Orkneyöarna.